# جد موتس عنخ
جد موتس عنخ أو موت حج عنخس، هي ملكة مصرية قديمة غير حاكمة أو زوجة ملك عاشت في عهد الأسرة الثانية والعشرين، وهي زوجة ثانوية للملك أوسركون الثاني.

## التعرف عليها
الملكة جد موتس عنخ ذكر اسمها على لوحة باسنحور - أو حورباسن في قراءات قديمة للاسم - القائد العسكري والكاهن الأعظم للإله حرشف في مدينة إهناسيا أثناء حكم الملك ششنق الرابع والموجودة حالياً في متحف اللوفر، وهي الخاصة بالعجل حابي (أبيس كما سماه الإغريق) وتذكر أسلاف باسنحور، وهي أم نمروت الكاهن الأكبر للإله حرشف وقائد جيش إهناسيا المدينة وأمير بلدة أخذت تسميتها من اسم الملك أوسركون الأول.